# Élections législatives anguillaises de 2025
Les élections législatives anguillaises de 2025 ont lieu le 26 février 2025 afin d'élire 11 des 13 députés de l'Assemblée de l'île d'Anguilla, un territoire britannique d'outre-mer.
Le scrutin conduit à une alternance. Le Front uni d'Anguilla (AUF), remporte la majorité absolue des sièges élus à l'assemblée. Le Mouvement progressiste d'Anguilla (APM) ne conserve que trois élus. Cora Richardson-Hodge (AUF) devient Première ministre en succédant à Ellis Webster (APM) et devient la première femme à exercer cette fonction.

## Contexte
Les élections législatives de juin 2020 donnent lieu à une alternance. Le Front uni d'Anguilla (AUF) perd sa majorité absolue à l'Assemblée au profit du Mouvement progressiste d'Anguilla (APM), qui remporte sept sièges sur onze. Le Premier ministre sortant Victor Banks (AUF) échoue lui-même à conserver son siège dans sa circonscription. Ellis Webster (APM) lui succède le 30 juin 2020,.

## Système électoral
L'Assemblée est le parlement monocaméral de l'île. Elle est composée de 13 sièges renouvelés tous les cinq ans dont 7 pourvus au scrutin majoritaire uninominal à un tour dans autant de circonscriptions et 4 au vote unique non transférable dans une unique circonscription couvrant l'ensemble du territoire. L'électeur dispose de deux voix qu'il attribue à un candidat de sa circonscription et à un autre de celle territoriale. Dans les deux cas, le ou les candidats ayant recueilli le plus de voix remporte le nombre de sièges à pourvoir. Enfin, deux autres sièges sont réservés ex officio au président de la chambre et au Procureur général s'ils n'en sont pas déjà membres, ce qui est le plus souvent le cas,.
Les électeurs obtiennent le droit de vote à dix huit ans, et doivent être âgés d'au moins vingt et un an pour pouvoir se porter candidats.

## Résultats
Chaque électeur étant doté d'une voix dans sa circonscription ainsi que de quatre autres à répartir sur les candidats de la circonscription territoriale unique, le total des voix dans cette dernière est largement supérieur au nombre de votants.
|                          |                                         |                    |                    |                    |                    |                    |                    |       |               |  |  |  |  |  |
| Partis                   | Partis                                  | Districts          | Districts          | Districts          | Territoire         | Territoire         | Territoire         | Total | +/-           |  |  |  |  |  |
| Partis                   | Partis                                  | Voix               | %                  | Sièges             | Voix               | %                  | Sièges             | Total | +/-           |  |  |  |  |  |
|                          | Front uni d'Anguilla (AUF)              | 3 654              | 48,92              | 4                  | 14 613             | 49,59              | 4                  | 8     | 4             |  |  |  |  |  |
|                          | Mouvement progressiste d'Anguilla (APM) | 3 543              | 47,44              | 3                  | 12 676             | 43,02              | 0                  | 3     | 4             |  |  |  |  |  |
|                          | Équipe fiable d'Anguilla (ART)          | 117                | 1,57               | 0                  | 1 527              | 5,18               | 0                  | 0     | Nv            |  |  |  |  |  |
|                          | Indépendants                            | 155                | 2,08               | 0                  | 650                | 2,21               | 0                  | 0     | en stagnation |  |  |  |  |  |
|                          | Membres ex officio                      | Membres ex officio | Membres ex officio | Membres ex officio | Membres ex officio | Membres ex officio | Membres ex officio | 2     | en stagnation |  |  |  |  |  |
|                          |                                         |                    |                    |                    |                    |                    |                    |       |               |  |  |  |  |  |
| Suffrages exprimés       | Suffrages exprimés                      | 7 258              | 96,40              |                    |                    |                    |                    |       |               |  |  |  |  |  |
| Votes invalides          | Votes invalides                         | 263                | 3,49               |                    |                    |                    |                    |       |               |  |  |  |  |  |
| Votes blancs             | Votes blancs                            | 8                  | 0,11               |                    |                    |                    |                    |       |               |  |  |  |  |  |
| Total                    | Total                                   | 7 529              | 100                | 7                  | 29 466             | 100                | 4                  | 13    | en stagnation |  |  |  |  |  |
| Abstentions              | Abstentions                             | 5 021              | 40,01              |                    |                    |                    |                    |       |               |  |  |  |  |  |
| Inscrits / participation | Inscrits / participation                | 12 550             | 59,99              |                    |                    |                    |                    |       |               |  |  |  |  |  |

## Analyse et conséquences
Les résultats du scrutin donnent lieu à une alternance. Les élections voient la défaite du Mouvement progressiste d'Anguilla (APM), qui perd la majorité absolue au profit du Front uni d'Anguilla (AUF), qui remporte huit sièges sur onze. C'est la quatrième fois consécutive depuis 2010 qu'un gouvernement sortant n'est pas reconduit pour un deuxième mandat.
Le 27 février, le Premier ministre sortant Ellis Webster (APM), réélu dans sa circonscription de Island Harbour, est remplacé dans ses fonctions par Cora Richardson-Hodge (AUF), qui devient la première femme à la tête du gouvernement d'Anguilla,.